# Großsteingrab Molbath
Das Großsteingrab Molbath war eine megalithische Grabanlage der jungsteinzeitlichen Trichterbecherkultur bei Molbath, einem Ortsteil von Suhlendorf im Landkreis Uelzen (Niedersachsen). Es wurde im 19. Jahrhundert zerstört. Das Grab befand sich nördlich des Ortes zwischen zwei größeren Gruppen von Grabhügeln. Es wurde in den 1840er Jahren durch Georg Otto Carl von Estorff dokumentiert, war aber bereits damals zerstört und konnte deshalb nicht näher beschrieben werden. Über Ausrichtung, Maße und Grabtyp liegen keine Informationen vor. Aus der Kartensignatur geht lediglich hervor, dass es ein rechteckiges Hünenbett besessen hatte.